# 디자이너 명예의 전당
디자이너 명예의 전당은 한국디자인진흥원 (KIDP)가 2012년부터 우리나라 디자인산업 발전에 헌신하고 기여한 원로 디자이너를 선정해 그 명예와 공로를 인정하기 위한 제도이다.
KIDP 홈페이지 명예의 전당에서는 KIDP 창립이래 디자인계 주요행사에 참여했던 헌액디자이너들의 역사 기록 사진과 주요작들을 볼 수 있다. 이와 관련하여 KIDP는 약 37명의 국내 디자인 원로들이 기증한 디자인 도서 및 연구자료 약 3,000점을 보관 하고 있으며 홈페이지에 해당 리스트를 선보일 계획이다.

## 연도별 헌액자 명단 및 소개
| 연도       | 헌액자                                                | 소개 |
| ---------- | ----------------------------------------------------- | --- |
| 2012년 1대 | 봉상균(1932~2017) 조영제(1935~2019) 한도룡(1933~2021) | - 봉상균 교수는 한국디자인포장센터 (현 한국디자인진흥원)에서 정책실무자로 활동했고, 대구효성여자대학교(현 대구가톨릭대학교의 전신)와 국립서울과학기술대학교에 재직했다. - 조영제 교수는 한국 최초 아이덴티티 디자인이라 할 수 있는 OB맥주 브랜드를 디자인했고, 한국인으로는 처음 세계그래픽디자인협회(ICOGRADA) 이사를 지냈다. 조 교수는 한국디자인단체총연합회와 한국시각정보디자인협회 초대회장을 지냈고, 1988년 서울올림픽 디자인전문위원회 위원장, 서울대 미술대 학장 등을 역임했다. - 한도룡 교수는 건축가 김수근과 함께 캐나다 몬트리올에서 열린 세계박람회(EXPO) 한국관의 설계와 감리에 참여하였다. |
| 2013년 2대 | 권명광(1942~2021) 민철홍(1933~2020) 박대순(1929~)     | - 권명광 교수는 사회참여의 일환으로 ‘한국의 미(1979)’, ‘한국의 색(1981)’과 같은 그룹전시를 추진하였으며 대웅제약, 롯데칠성, 한국전력공사, 농심, 문화방송 등 기업의 CI 프로젝트를 맡았다. - 민철홍 교수는 1958년 서울대 응용미술과를 졸업한 뒤 미국 일리노이공과대학에서 수학했고 귀국 후 한국인더스트리얼디자인협회(KSID) 결성을 주도했다. 체신1호 전화기(1963), 대한민국 국장(1967), 삼성전자 흑백 텔레비전 마하(1972) 등을 비롯해 국제무역박람회 선경관(1982)과 서울올림픽 '영광의 벽'(1989) 등 옥외 시설, 대우중공업 산업용 로봇(1983) 등을 제작했다. - 박대순 교수는 1985년에 한양대에 디자인 박사 과정을 도입하였고 1988년 그 자신이 ‘산업디자인개발을 위한 기호론적 연구’로 한국 최초로 디자인 박사 학위를 받았다. |
| 2014년 3대 | 부수언(1938~) 최승천(1934~)                           | - 부수언 교수는 서울대 응용미술과 출신으로 한국가구 박람회 심사위원을 역임했고 88올림픽 사인시스템 계획을 감리했으며 한국과학통신관을 디자인했다. 한국산업디자이너협회 회장과 한국디자인법인단체총연합회 회장을 역임했다. - 최승천 교수는 홍익대학교 미술대학 교수, 홍익대학교 산업미술대학원 원장, 홍익대학교 미술대학 학장, 홍익대학교 명예교수를 역임 하였으며 현재는 한국미술협회 상임고문, 한국공예가협회 상임고문 등으로 활동하고 있다. |
| 2015년 4대 | 안정언(1942~) 양승춘(1940~2017) 정시화(1942~)         | - 안정언 교수는 제일은행과 체신부, 인천국제공항, 예술의전당, 세종문화회관, 명동성당 등 우리나라 기업·기관 CI를 만들어낸 인물이다. 2018년 10월 보관 문화훈장을 수상했다. - 양승춘 교수는 삼태극 문양을 활용한 서울올림픽 공식 엠블럼과 휘장 등 300여 종, 1천여 점의 그래픽 작품을 제작했다. - 정시화 교수는 <현대디자인연구-현대디자인의 이론적 배경>, <한국의 현대디자인>, <산업디자인 150년> 등 다양한 교재를 집필했다. 한샘의 서울디자인박물관, 계원조형대학의 설립에 관여했다. |
| 2017년 5대 | 이상철(1944~)                                         | - 이상철 고문은 한국 브리태니커 지사를 거치며 아트디렉터로서 잡지 <배움나무>를 만들고 <뿌리깊은나무>의 창간 작업에 착수했다. 브리태니커를 떠난 이후에는 현재 자문으로 속해 있는 디자인 이가스퀘어의 모체라 할 수 있는 이가솜씨 어소시에츠를 만들었다. |
| 2019년 6대 | 박종서(1947~)                                         | - 박종서 관장은 현대자동차에 입사한 후 티뷰론, 소나타, 산타페 등을 직접 디자인했다. 이후 현대자동차와 기아자동차의 디자인연구소 소장 및 부사장을 지냈고, 국민대학교에서 학생들을 가르쳤다. 2015년 고양시 덕양구 향동에 포마(FOMA)자동차디자인미술관을 설립해 자동차박물관을 만들었다. |
| 2020년 7대 | 김교만(1928~1998) 이영혜(1953~)                       | - 김교만 교수는 1981년 한국과학기술원 심벌마크 및 로고타입 디자인을 비롯해 1987년 88서울올림픽 문화포스터 디자인, 의료보험 심벌마크 디자인, 김포공항 국제선 제1·2청사의 국내선 사인보드 및 픽토그램 디자인, 1991년 `92제노바 EXPO 한국관 심벌마크 디자인, 경찰청 순경계급장 디자인, 94한국방문의해 공식 엠블럼과 로고 디자인 등을 만들었다. - 이영혜 대표는 현재 월간 `디자인`, `행복이 가득한 집`, `럭셔리` 등 전문지를 발행하고 있으며, 서울리빙디자인페어 및 서울디자인페스티벌 등을 개최하고 있고, 2012년 제5회 광주디자인비엔날레 총감독을 역임한 바 있다. |

## 갤러리

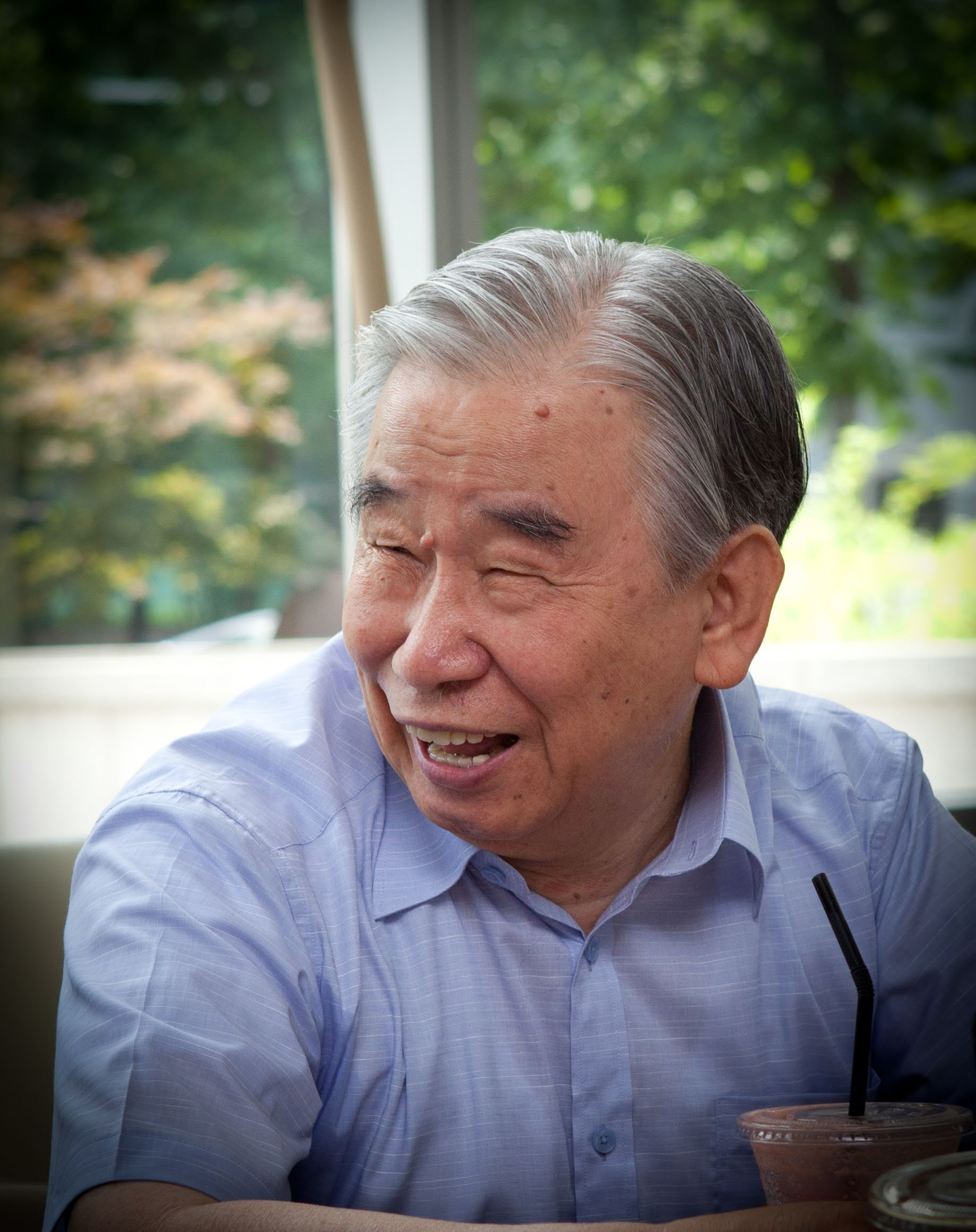
1대 봉상균
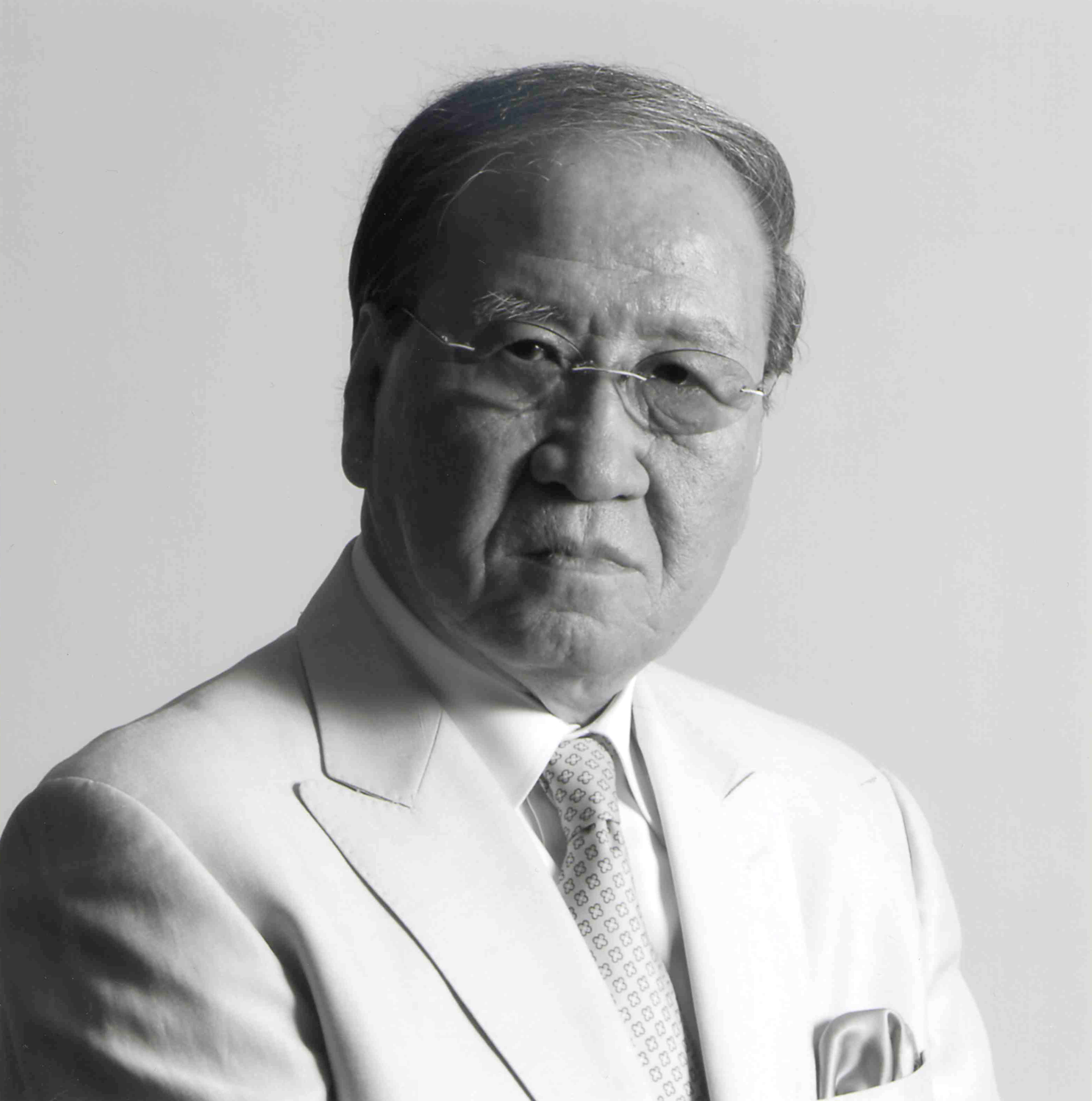
1대 조영제
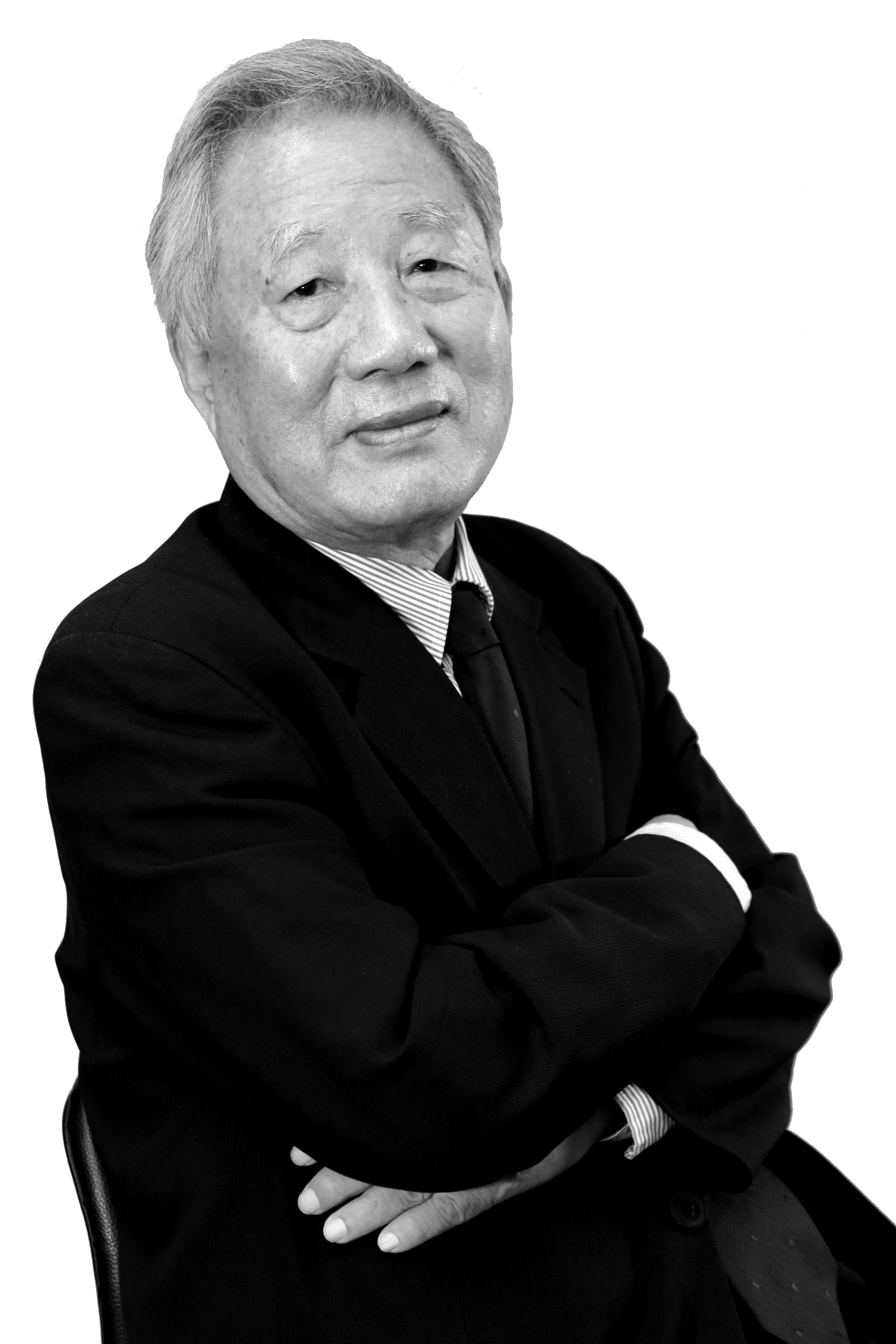
1대 한도룡
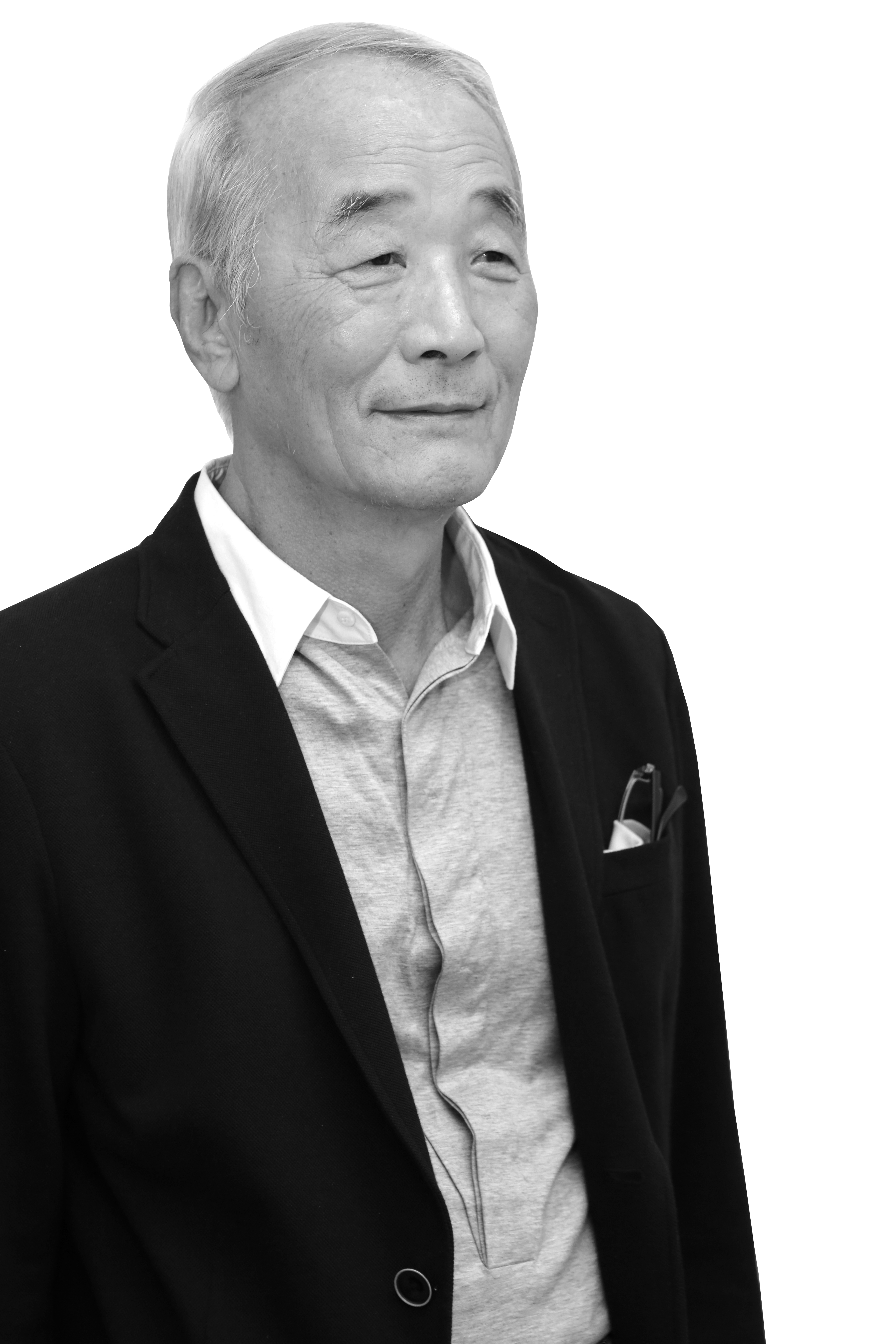
2대 권명광
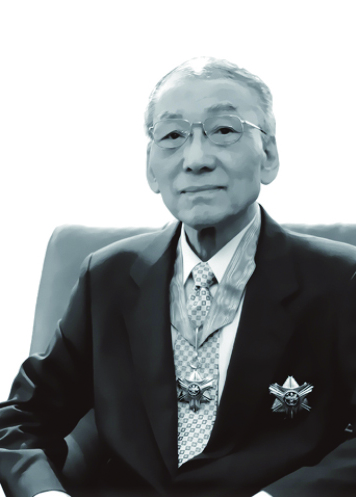
2대 민철홍
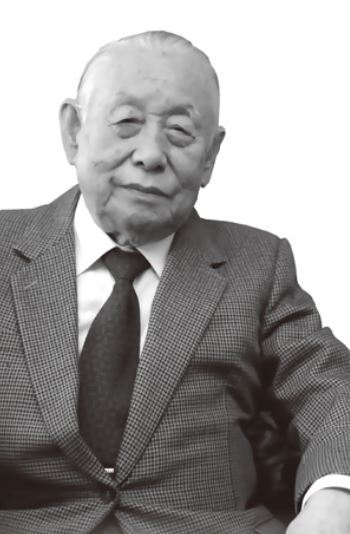
2대 박대순
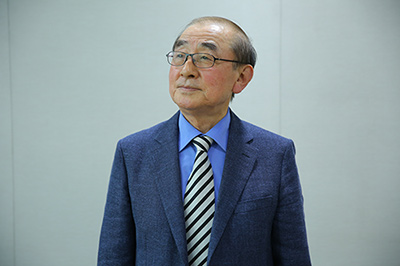
3대 부수언
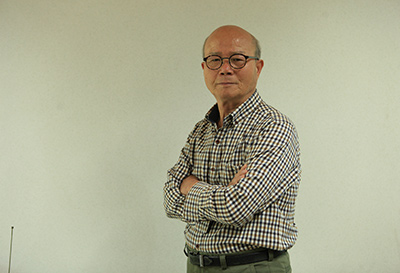
3대 최승천
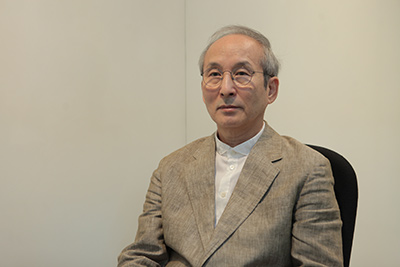
4대 안정언
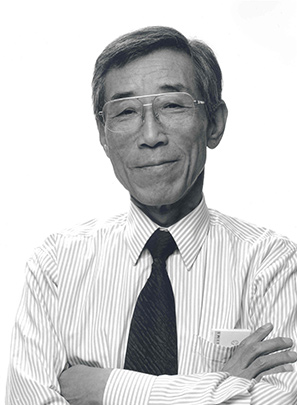
4대 양승춘
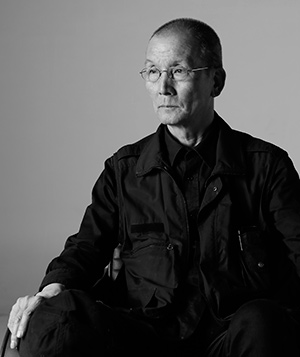
5대 정시화
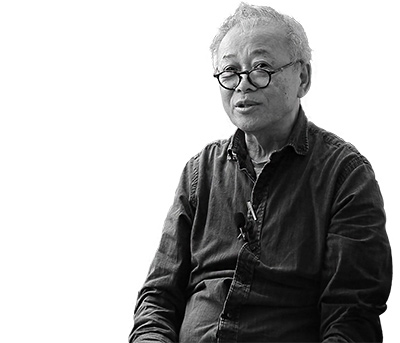
5대 이상철
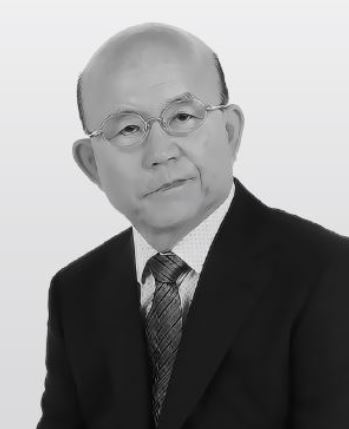
6대 박종서
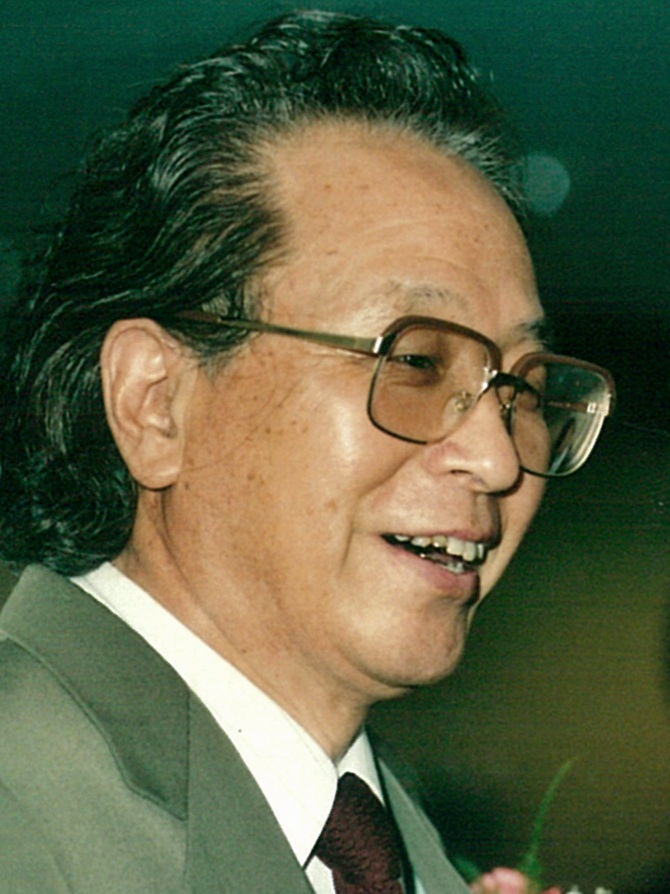
7대 김교만
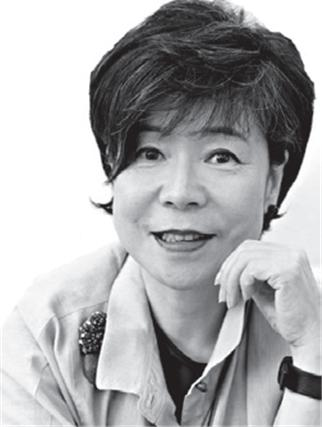
7대 이영혜